# Karl Andreä
Karl Andreä (* 27. Januar 1841 in Jettenbach (Pfalz); † 8. Mai 1913 in München) war ein deutscher Politiker, Pädagoge und Autor.
Andreä bestand das Maturitätsexamen des Gymnasiums in Zweibrücken und studierte zwischen 1859 und 1853 Theologie und Philosophie in Heidelberg, Erlangen und Utrecht. Danach wirkte er als Vikar und Realienlehrer an der Königlichen Gewerbeschule in Landau. Danach wurde er Königlicher Seminarinspektor, Königlicher Seminardirektor und Kreislehrer in Kaiserslautern. Ab 1879 war er Ritter I. Klasse des Verdienstorden vom Heiligen Michael.
Andreä rückte am 8. Januar 1894 für Georg Michael Pfaff in die Kammer der Abgeordneten nach. In den ersten beiden Wahlperioden war er für den Wahlkreis Kaiserslautern/Pfz im Landtag, währender er in der dritten Wahlperiode Landau in der Pfalz vertrat.
Nachdem er 1907 aus dem Landtag ausgeschieden war, wurde er wieder Seminardirektor in Kaiserslautern. Außerdem wirkte er ab 1910 als Privatdozent für historische und systematische Pädagogik an der Universität München.